# Sylvisorex isabellae
Sylvisorex isabellae is een zoogdier uit de familie van de spitsmuizen (Soricidae). De wetenschappelijke naam van de soort werd voor het eerst geldig gepubliceerd in 1968 door Henri Heim de Balsac.

## Voorkomen
De soort komt voor op Bioko. Een populatie zeer op deze soort gelijkende spitsmuizen komt voor in de Bamenda Highlands van Kameroen, het is nog niet duidelijk of dit een aparte soort is.